# Colors of the Wind
"Colors of the Wind" é uma canção que foi composta por Alan Menken e Stephen Schwartz para a trilha sonora do filme Pocahontas (1995). Venceu a categoria de melhor canção original no Oscar e Globo de Ouro. No Grammy Award de 1996 foi premiada na categoria Best Song Written Specifically for a Motion Picture or for Television.
No filme, a personagem Pocahontas canta a versão da música que foi gravada pela cantora Judy Kuhn. A versão principal da canção, que foi lançada como single, foi gravada pela atriz e cantora norte-americana Vanessa Williams. O single recebeu uma indicação ao Grammy Award na categoria Best Female Pop Vocal Performance e foi certificado como disco de ouro pela Recording Industry Association of America (RIAA). Essa canção possui uma versão brasileira chamada de "Cores do Vento", cantada pela cantora baiana Daniela Mercury.

## Letra
De acordo com Desson Howe do jornal The Washington Post os compositores Alan Menken e Stephen Schwartz usaram toda sua criatividade para criar "Colors of the Wind". Rita Kempley do mesmo jornal considerou a faixa como um "hino comovente ao animismo".
Essa canção é um conselho de Pocahontas ao capitão John Smith sobre as maravilhas da terra e da natureza, incluindo o espírito dentro de todas as coisas vivas, encorajando-o a não pensar nelas como coisas que ele pode conquistar ou possuir, mas como seres para respeitar e conviver em harmonia.

## Faixas e formatos
| CD single |                                                              |         |  |
| N.º       | Título                                                       | Duração |  |
| 1.        | "Colors of The Wind" (Radio Mix)                             | 4:18    |  |
| 2.        | "Colors of The Wind - Colores del Viento." (Spanish Version) | 3:58    |  |

## Desempenho
| Tabelas musicais (1995)                      | Melhor posição |
| -------------------------------------------- | -------------- |
| Austrália - ARIA Charts                      | 16             |
| Estados Unidos - Adult Contemporary          | 2              |
| Estados Unidos - Adult Top 40                | 10             |
| Estados Unidos - Billboard Hot 100           | 4              |
| Estados Unidos - Billboard R&B/Hip-Hop Songs | 53             |
| Estados Unidos - Rhythmic Top 40             | 37             |
| Estados Unidos - Top 40 Mainstream           | 18             |
| Nova Zelândia - RIANZ                        | 25             |
| Reino Unido - UK Singles Chart               | 21             |
| Tabelas musicais (1996)                      | Melhor posição |
| Bélgica - Ultratop 50 (Flandres)             | 38             |
| Países Baixos - MegaCharts                   | 8              |

| Tabelas musicais (1995)            | Melhor posição |
| ---------------------------------- | -------------- |
| Estados Unidos - Billboard Hot 100 | 16             |